# さよなら、アルマ
『さよなら、アルマ』は、水野宗徳の小説、および小説を原作とするテレビドラマ。
作者が図書館で一枚の写真を発見したことをきっかけに書かれた小説。日本が戦争をしていたころ、人間だけではなく多くの犬も戦場に送られていた。満州に渡った一匹の軍犬とその相棒となった男の運命を描く。

## 書籍情報
- さよなら、アルマ 2010年8月10日発売 ISBN 978-4861139451 Sanctuary books
- さよなら、アルマ 戦場に送られた犬の物語 2015年7月17日発売 ISBN 978-4087453416 集英社文庫
- さよなら、アルマ　ぼくの犬が戦争に 2015年8月5日発売 ISBN 978-4083212802 集英社みらい文庫

## テレビドラマ

### NHKスペシャル版
『さよなら、アルマ〜赤紙をもらった犬〜』のタイトルで、2010年12月18日 21:00 - 22:18放映。2011年2月20日 16:25 - 17:59には、16分長い“完全版”が放映された。同年6月24日、“完全版”を収録したDVDが発売になっている（レンタルあり）。

#### キャスト
- 朝比奈太一（主人公）：勝地涼（現代：大滝秀治）
- 高橋史子：仲里依紗
- 有川直哉：玉山鉄二
- 川上健太：加藤清史郎
- 川上千津：松本春姫
- 渡辺道子：東てる美
- 高橋寛子：西内まりや
- 山田勝利：石原良純
- 光塚秀行：斎藤工
- 朝比奈カツ：草笛光子
- 真田誠太郎：小栗旬
- 立原登美子（新京の料亭の女将）：萬田久子
- 松原義冨（関東軍高級参謀）：中村獅童 (2代目)
- 料亭の下男：劇団ひとり
- 石田参謀（関東軍）：角田信朗
- 草野参謀（関東軍）：川野太郎
- 甘田正彦（満州映画協会理事長）：中原丈雄
- 緒方清治（軍曹）：小泉孝太郎
- 大久保正（伍長）：池内博之
- 加藤守（兵長）：やべきょうすけ
- 福島上等兵：吉田智則
- 久賀沢上等兵：阿部亮平
- 河村上等兵：足立理
- 王華峰：颯太
- 松下一等兵：馬場徹
- 富田一等兵：白倉裕二
- 妹尾一等兵：鈴之助
- 工藤軍曹：蟹江一平
- 川上真知子：阿部真里
- 江上良一：松山政路
- 江上栄子：泉晶子
- 町会の世話役：鈴木正幸
- 協会係員：古川真司
- その他：佐々木研、朝倉伸二、福井晋、加世幸市、若林久弥、高野大、富田麻帆、白石朋也、東武志、八木菜々花、幸城まなみ

#### スタッフ
- 主題歌：井上陽水「覚めない夢」（アルバム『魔力』に収録）
- 脚本：藤井清美
- 演出：一木正恵
- 音楽：渡辺俊幸
- 制作統括：内藤愼介
- 資料提供：倉山満
- ロケ協力：フィルムサポート島田、丸子町フィルムコミッション、嬬恋村フィルムコミッション、栃木県フィルムコミッション、千葉県フィルムコミッション、わたらせフィルムコミッション、太田市、矢板市
- 取材協力：日本警察犬協会

### NHK教育版
『アルマの伝説〜君の知らない犬物語〜』のタイトルで、2010年12月13日から2010年12月16日の18:55 - 19:20放映。NHKスペシャル版を子供向けに分割・編集したバージョン。2011年1月2日の16:00 - 17:45に4話連続で再放送され、NHKスペシャル版のDVDにも、再編集版が映像特典として収められている。

#### 出演者
- 司会：首藤奈知子
- ナレーション（アルマの声）：神木隆之介
- 犬のカンタ先生（声）：宮根誠司
- ゲスト：加藤清史郎、松本春姫